# Aradus similis
Aradus similis är en insektsart som beskrevs av Thomas Say 1832. Aradus similis ingår i släktet Aradus och familjen barkskinnbaggar. Inga underarter finns listade i Catalogue of Life.